# Лео, Жан-Пьер
Жан-Пьер Лео́ (фр. Jean-Pierre Léaud, род. 28 мая 1944, Париж) — французский актёр, пик карьеры которого пришёлся на 1960-е—1970-е годы.

## Биография и творчество
Родился в семье актрисы Жаклин Пиерё (15 января 1923 — 10 марта 2005) и сценариста Пьера Лео (25 марта 1909 — 5 ноября 1996). Свою первую роль он исполнил в фильме «Ля Тур, берегись!» (1958). Его второй ролью, которая сразу принесла ему известность, стала роль Антуана Дуанеля в фильме Франсуа Трюффо «Четыреста ударов» (1959). С Трюффо его свела мать Жаклин в сентябре 1958 года, услышав о том, что тот ищет мальчика на главную роль. Лео в тот период учился в пансионе в муниципалитете Понтини в Йонне и от своего героя — бунтаря, который из-за холодности родителей бросается во все тяжкие, а также от самого Трюффо в этом возрасте — мало чем отличался, благодаря чему и был утверждён на роль Антуана.
В последующие годы Лео работал больше с молодыми режиссёрами французской новой волны, но в первую очередь с Жан-Люком Годаром и Трюффо. В нескольких фильмах Трюффо играл роль Антуана Дуанеля (персонаж — альтер эго самого Трюффо): сыграл роль Антуана c актрисой Клод Жад в роли Кристины в кинофильмах Франсуа Трюффо «Украденные поцелуи», «Семейный очаг» и «Ускользающая любовь».
Одной из вершин его карьеры стала роль Марка в бельгийском фильме Ежи Сколимовского 1967 года «Старт» («Le depart»). В 1966 году Лео получил приз Берлинского кинофестиваля за лучшую мужскую роль в фильме «Мужское-женское». В 2016 году удостоен Почётной Золотой пальмовой ветви.
Лео женат на французской актрисе Брижитт Дювивье.

## Фильмография
- Ля Тур, берегись! (1958) (La Tour, prends garde!), реж. Жорж Лампен
- Четыреста ударов (1959) (Les 400 coups), реж. Ф. Трюффо
- Бульвар[англ.] (1960) (Boulevard), реж. Ж.Дювивье
- Антуан и Колетт (1962) (Antoine et Colette), реж. Ф. Трюффо
- Мата Хари (1965) (Mata Hari, agent H21)
- Безумный Пьеро (1965) (Pierrot le fou), реж. Ж.-Л. Годар
- Альфавиль (1965) (Alphaville, une étrange aventure de Lemmy Caution), реж. Ж.-Л. Годар
- Мужское — женское (1966) (Masculin Féminin), реж. Ж.-Л. Годар
- Китаянка (1967) (La Chinoise), реж. Ж.-Л. Годар
- Уик-энд (1967) (Week-end), реж. Ж.-Л. Годар
- Украденные поцелуи (1968) (Baisers volés), реж. Ф. Трюффо
- Дед Мороз с голубыми глазами (1969) (Le père Noël a les yeux bleus), реж. Ж. Эсташ
- Свинарник (1969) (Porcile), реж. П. П. Пазолини
- Семейный очаг (1970) (Domicile conjugal), реж. Ф. Трюффо
- Out 1 (1971) реж. Ж. Риветт
- Две англичанки и «Континент» (1971) (Les deux anglaises et le continent), реж. Ф. Трюффо
- Последнее танго в Париже (1972) (Le dernier Tango a Paris), реж. Бернардо Бертолуччи
- Повторяющееся отсутствие (1972) (Absences répétées)
- Американская ночь (1973) (La nuit américaine), реж. Ф. Трюффо
- Мамочка и шлюха (1973) (La maman et la putain), реж. Ж. Эсташ
- Воспитание чувств (ТВ, 1973), реж. М. Кревенн[фр.]
- Сбежавшая любовь (1979) (L’Amour en fuite), реж. Ф. Трюффо
- Детектив (1984) (Détective) реж. Ж.-Л. Годар
- Душой и телом (Тела и собственность)[фр.] (1986) (Corps et biens), реж. Бенуа Жако — Марсель
- Легавые (1987) (Les Keufs)
- 36 девочек (1988) (36 Fillette) реж. К.Брейя
- Бункер «Палас-отель» (1989), (Bunker Palace Hôtel)
- Я нанял убийцу (1990) (I Hired a Contract Killer) реж. А. Каурисмяки
- Жизнь богемы (1992) (La Vie de Bohème) реж. А. Каурисмяки
- Мужчина моей жизни (1996) (Mon Homme) реж. Б. Блие
- Ирма Веп (1996) (Irma Vep) реж. О. Ассаяс
- Смеха ради (1997) (Pour rire!) реж. Л. Бельво
- Дело вкуса (1999) (Une affaire de gout)
- Дело Маркореля (2000) (L’Affaire Marcorelle)
- Порнограф (2001) (Le Pornographe) реж. Б. Бонелло
- А у вас который час? (2001) (What Time Is It There?) реж. Цай Минлян
- Лицо (2009) (Visage) реж. Цай Минлян
- Гавр (2011) (Le Havre) реж. А. Каурисмяки
- Двойная жизнь Камиллы (2012) (Camille redouble)
- Смерть Людовика XIV (2016) (La mort de Louis XIV) реж. А. Серра

## Награды
- Берлин-1966: Серебряный медведь лучшему актёру (Мужское — женское)
- Сезар-1988: Лучшая мужская роль второго плана (Легавые)
- Фессалоники-1996: Лучший актёр (Смеха ради)
- Сезар-2000: Почётный Сезар
- Канны-2001: ФИПРЕССИ (Порнограф) (с Бернардом Бонелло)
- Кавалер ордена Почётного легиона (2013)